# 한국어 순화어
순화어(醇化語)는 한국어에 남아있는 일본어투 용어, 무분별하게 들어와 남용되는 외국어, 어려운 한자어, 잘못 표기된 외래어, 욕설 및 비방 등의 비속어 등을 순화하여 한국인이 쓰기 쉽고 듣기 쉬운 “바르고 고운 토박이 말”로 다듬은 말이다.

## 역사
- 1991년 : 《순화 자료집》 - 1977년 ~ 1991년 종합
- 1996년 3월 23일 : 《순화 용어》 고시(총무처)[2]
- 1996년 3월 23일 : 《순화 용어》 고시(문화체육부)
- 1997년 2월 15일 : 《일본어투 생활 용어집》 발간
- 2002년 12월 27일 : 《남북 언어 순화 자료집 1》 발간(국립국어연구원)[3] - 남과 북이 서로 같게 순화한 용어를 중심으로
- 2003년 12월 : 《국어 순화 자료집》 발간(국립국어원)
- 2004년 7월 : “모두가 함께하는 우리말 다듬기” 누리집 개설
- 2005년 : 《일본어투 생활 용어 순화집》(국립국어원) - 1995년 〈일본어 투 생활 용어 순화집〉(문화관광부)과 1996년 〈일본어 투 생활 용어 사용 실태 조사〉(국립국어원)를 바탕으로 어원과 용례를 보완, 2005년 “일제 문화 잔재 지도 만들기”(문화관광부)에서 제안된 일반 국민 의견 포함

## 순화 대상 용어 범위
- 일반어와 각종 전문 분야의 용어 중
  - 어렵고 낡은 한자어
  - 일본어투 용어
  - 서양 외국어와 외래어 등
- 이미 널리 쓰이는 한자어일지라도 살려 쓸 만한 더 좋은 고유어가 있을 경우

## 같이 보기
- 국립국어원
- 언어 순수주의
  - 한국어의 언어 순수주의